# 一ノ瀬憲明
一ノ瀬 憲明 (いちのせ のりあき、1956年3月1日 - 1987年8月3日) は、宮崎県出身のオートバイ・ロードレーサー。ホンダ・ワークスライダーとして全日本ロードレース選手権に参戦した。1980年・1981年・1982年全日本ロードレース125cc三年連続シリーズチャンピオン、身長163cm。国際A級通算15勝 (125cc・14勝 / 250cc・1勝)。

## 経歴

### レースキャリア

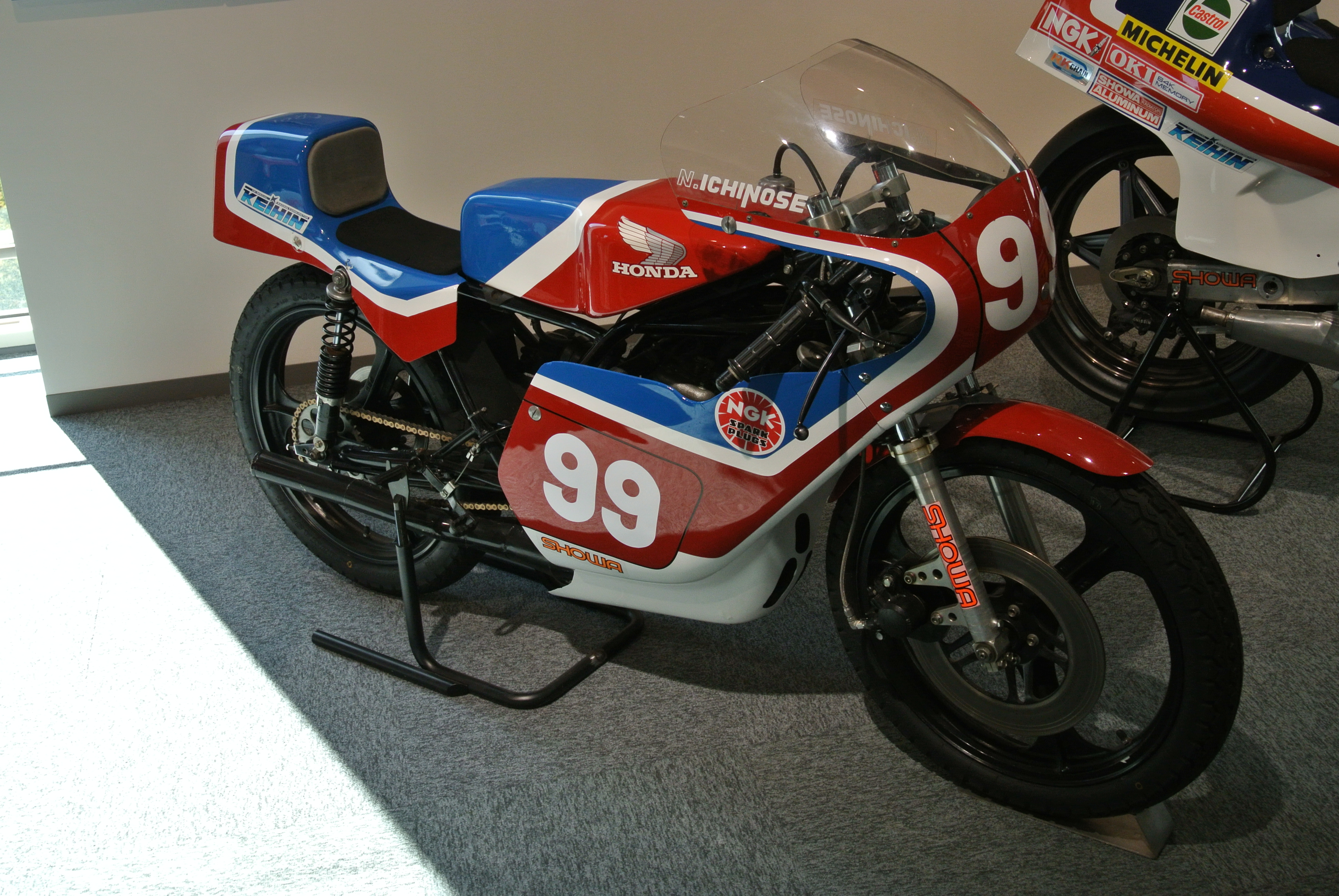
RS125R-W (1982年全日本チャンピオン獲得車)

ホンダ社内チームの鈴鹿レーシングよりMFJ全日本ロードレース選手権に参戦。1978年にジュニア(後の国際B級)へ昇格し、ランキング5位。国際A級初年度の1979年、開幕戦で優勝を飾るなど125ccクラスランキング2位を獲得すると、1980年から1982年まで125ccクラスを3連覇する偉業を達成。全日本ロードレースに国際A級ライセンス制が導入された1979年以後、三連覇の達成は初であった。
1982年にそれまでのホンダワークス・RSCがHRCとなり、一ノ瀬はHRC契約ライダーとなる。1984年シーズンも開幕時は125に参戦し開幕戦から勝利を重ねていたが、同年はホンダが250ccクラスにRS250Rの実戦投入を開始し力を入れ始めたシーズンだったため、中盤戦より阿部孝夫と一ノ瀬を250ccクラスへ参戦させる。1985年は開幕からHRCのRS250Rでフル参戦し、第5戦SUGOで1勝をあげ、小林大、片山信二に次ぐ全日本250ランキング3位を獲得。250ccマシンへの適応を見せた。
1986年よりホンダ系セミワークス体制のチーム・ブルーフォックスに移籍、しかしホンダが新ワークスマシンNSR、ヤマハもYZR250の参戦台数を同年より増やし、バブル景気による参戦台数の増加で1戦当たり90台を超える参戦数のラウンドもある中、市販レーサーRS250Rでの参戦だった一ノ瀬は予選不通過もあるなど、最終戦まで15位以内入賞がなくノーポイントで終了。ポイントランキング表に名前が残らない厳しいシーズンとなった。

### 死去
1987年8月3日18時10分ごろ、JR浜松駅東海道新幹線上りホームから線路上に降り、走行してきた新幹線車両と接触し自死。31歳没。16歳から15年間ホンダ一筋のレース人生だった。一ノ瀬が乗りタイトルを獲得したRS125R-Wはモビリティリゾートもてぎにあるホンダコレクションホールにて保管されており、2023年まで常設展示されていた。以後も企画展で展示されることがある。

## レース戦歴

### 全日本ロードレース選手権
| 年     | チーム                  | マシン   | 区分              | クラス | 1       | 2     | 3       | 4       | 5     | 6       | 7       | 8     | 9       | 10    | 順位 | ポイント |
| ------ | ----------------------- | -------- | ----------------- | ------ | ------- | ----- | ------- | ------- | ----- | ------- | ------- | ----- | ------- | ----- | ---- | -------- |
| 1978年 | 鈴鹿レーシングチーム    | ジュニア | ホンダ・RS125     | 125cc  | TSU 4   | SUZ 2 | TSU 5   | SUZ     | TSU 8 | SUG     | SUZ 2   | SUZ   |         |       | 5位  | 41       |
| 1979年 | 鈴鹿レーシングチーム    | 国際A級  | ホンダ・RS125     | 125cc  | TSU 1   | TSU 3 | SUZ     | TSU     | SUZ 2 | SUG     | TSU 3   | SUZ 2 |         |       | 2位  | 62       |
| 1980年 | 鈴鹿レーシングチーム    | 国際A級  | ホンダ・RS125     | 125cc  | TSU     | SUG   | SUZ 2   | TSU     | SUZ 1 | TSU 3   | SUG 1   | TSU   | SUZ     |       | 1位  | 52       |
| 1981年 | 鈴鹿レーシングチーム    | 国際A級  | ホンダ・RS125RW-T | 125cc  | TSU 1   | SUZ 1 | TSU 4   | SUZ     | SUG 1 | SUZ 1   | TSU 6   | SUG 2 | SUZ DNS |       | 1位  | 85       |
| 1982年 | チームR.S.C             | 国際A級  | ホンダ・RS125R-W  | 125cc  | SUZ 1   | TSU 3 | SUZ 2   | SUG 4   | SUZ 2 | TSU     | TSU     | SUG 1 | SUZ 1   |       | 1位  | 90       |
| 1983年 | チームH.R.C             | 国際A級  | ホンダ・RS125R-W  | 125cc  | TSU Ret | SUZ 3 | TSU     | SUG 2   | SUZ   | TSU 3   | SUG 1   | SUZ 5 |         |       | 5位  | 56       |
| 1984年 | チームH.R.C             | 国際A級  | ホンダ・RS125R    | 125cc  | TSU 1   | SUG 1 | SUZ     | TSU     | SUG   | SUZ 1   | TSU     | SUG   | SUZ     | TSU   | 7位  | 60       |
| 1984年 | チームH.R.C             | 国際A級  | ホンダ・RS250R    | 250cc  | TSU     | SUG   | SUZ     | TSU     | SUG   | SUZ     | TSU Ret | SUG   | SUZ     | TSU   | NC   | 0        |
| 1985年 | チームH.R.C             | 国際A級  | ホンダ・RS250R    | 250cc  | TSU Ret | SUZ 6 | TSU Ret | SUG 1   | SUZ 5 | TSU Ret | SUG 7   | TSU C | SUG 4   | SUZ 5 | 3位  | 76       |
| 1986年 | KENWOODブルーフォックス | 国際A級  | ホンダ・RS250R    | 250cc  | TSU C   | SUG   | SUZ     | TSU Ret | SUG   | SUZ     | TSU     | TSU   | SUG     | SUZ   | NC   | 0        |

- 太字はポールポジション、斜字はファステストラップ

### 鈴鹿8時間耐久ロードレース
| 年   | チーム         | ペアライダー | 車番 | マシン         | 予選順位 | 決勝順位 | 周回数 |
| ---- | -------------- | ------------ | ---- | -------------- | -------- | -------- | ------ |
| 1978 | 鈴鹿レーシング | 松本義男     | 41   | ホンダ・RS250  | 33位     | 15位     | 173    |
| 1981 | 鈴鹿レーシング | 冨田英志     | 31   | ホンダ・CB750F | 17位     | 12位     | 188    |
| 1982 | チームRSC      | 阿部孝夫     | 55   | ホンダ・RS1000 | No Time  | Ret      | 70     |

- 1982年大会は台風による大雨のため決勝レースが6時間に短縮された。